# Doris Neunerová
Doris Neunerová (nepřechýleně Neuner; * 10. května 1971, Innsbruck) je bývalá rakouská sáňkařka.
Na olympijských hrách v Albertville roku 1992 vyhrála závod jednotlivkyň. Kuriozitou bylo, že na druhém místě skončila její starší sestra Angelika Neunerová. Jejím nejlepším individuálním výsledkem na mistrovství světa bylo třetí místo z roku 1993, jinak měla též dvě stříbra ze štafet. Jejím nejvyšším celkovým umístěním ve světovém poháru bylo druhé místo v sezóně 1992-93.